# DeWitt (Míchigan)
DeWitt es una ciudad ubicada en el condado de Clinton en el estado estadounidense de Míchigan. En el Censo de 2010 tenía una población de 4507 habitantes y una densidad poblacional de 583,56 personas por km².

## Geografía
DeWitt se encuentra ubicada en las coordenadas 42°50′9″N 84°34′32″O / 42.83583, -84.57556. Según la Oficina del Censo de los Estados Unidos, DeWitt tiene una superficie total de 7.72 km², de la cual 7.4 km² corresponden a tierra firme y (4.19%) 0.32 km² es agua.

## Demografía
Según el censo de 2010, había 4507 personas residiendo en DeWitt. La densidad de población era de 583,56 hab./km². De los 4507 habitantes, DeWitt estaba compuesto por el 94.9% blancos, el 1.35% eran afroamericanos, el 0.4% eran amerindios, el 0.91% eran asiáticos, el 0.02% eran isleños del Pacífico, el 0.53% eran de otras razas y el 1.89% pertenecían a dos o más razas. Del total de la población el 3.48% eran hispanos o latinos de cualquier raza.